# Artti Aigro
Artti Aigro, né le 29 août 1999 à Otepää, est un sauteur à ski estonien.
Dans les catégories de jeunes, il a également pratiqué le combiné nordique.

## Biographie
Aigro saute à sa première compétition internationale en 2013. Il fait ses débuts dans la Coupe continentale en 2016-2017, y marquant ses premiers points et dans la Coupe du monde à Titisee-Neustadt en décembre 2017.
Il a participé à deux épreuves des Jeux olympiques d'hiver 2018.
En 2019, il marque ses premiers points en Coupe du monde à Ruka (19e) et prend part aux Championnats du monde à Seefeld.
Aux Championnats du monde de vol à ski 2020, il se retrouve 25e.

## Palmarès

### Jeux olympiques
| Épreuve / Édition | Pyeongchang 2018 | Pékin 2022 |
| Petit tremplin    | 55e              | 34e        |
| Grand tremplin    | 48e              | 30e        |
| Par équipes       | -                | -          |

### Championnats du monde
| Épreuve / Édition  | Seefeld 2019 | Oberstdorf 2021 |
| Petit tremplin     | 49e          | 41e             |
| Grand tremplin     | -            | 25e             |
| Par équipes        | -            | -               |
| Par équipes mixtes | -            | -               |

### Championnats du monde de vol à ski
| Épreuve / Édition | Planica 2020 | Vikersund 2022 |
| Individuel        | 25e          | 19e            |
| Par équipes       | -            | -              |

### Coupe du monde
- Meilleur classement individuel : 43e en 2021
- Meilleur résultat individuel : 14e.

#### Différents classements en Coupe du monde
| Année     | Classement général final |
| 2018-2019 | 57e                      |
| 2019-2020 | 57e                      |
| 2020-2021 | 43e                      |
| 2021-2022 | 55e                      |
| 2022-2023 | 49e                      |